# Дружба (Тернопіль)
«Дру́жба» — мікрорайон Тернополя, розташований на правому березі річки Серет і Тернопільського ставу, у західній частині міста. 
Транспортне сполучення з центром здійснюється всього через два мости: між вулицею Мазепи і Руською та на Об'їзній. З півдня межує із селом Петриків Тернопільського району.

## Історія
Давня історична назва цієї місцевості, що тепер є мікрорайоном «Дружба» — Загребелля. Такий топонім з'являється, вочевидь, у 50-х рр. XVI ст., коли в місті постав замок на березі ставу і споруджено греблю. У польській історіографії він йменувався «Zagrobla» чи «Zagrobela». Урочище Загребелля дало назву селу, що виросло на правому березі Серету і приєднане до Тернополя 1 січня 1926 р.
А в мікрорайон «Дружба» територію перейменовано в радянський час. Це була типова назва для частин міст у СРСР, що означала братерство радянських народів та інтернаціоналізм. Мікротопонім і ойконім «Загребелля» зберігся у назві регіонального ландшафтного парку.
Упродовж XVI — XVII століть Загребелля — відносно малозаселена територія. Втім, Львівський тракт (збігається із сучасною вул. Львівською, простягався далі по сучасній Руській) вже тоді має чимале транзитне значення, адже Тернопіль зростає саме як ремісничо-торговельний центр. На ньому збудована кам'яна друга брама міста. Не втратив Львівський шлях своєї ролі в Австрійській та Австро-Угорській імперії. Як зазначають письмові джерела, лише дві центральні вулиці Тернополя — Львівська і Міцкевича — були міського типу, решта 80 — вузькі, без твердого покриття, завалені сміттям.
Радянські історики наголошували, що саме цією дорогою у 1901—1903 роках через Тернопіль зі Львова проходив головний шлях транспортування газети «Іскра». Звідси шлях проходив до Збаражу, Теофіполя, Гусятина і в Росію. За неповними даними через місто за 3 роки пройшло понад 90 пудів літератури.
Загребелля зазнало значних руйнувань після Першої та Другої світових воєн, 85% будівель лежало в руїнах. Зі встановленням радянської влади у місті почалася активна розбудова житлового масиву.
Географічно село Загребелля простягалося вздовж сучасної вулиці Мазепи та Львівської, на півночі межувало з Кутківцями, з півдня височіла Петриківська гора, а перед нею простягався яр. Під час будівництва житлового масиву яр засипали. На цьому місці — вулиця Миру. А на Петриківській горі, де ще у післявоєнні роки була чинбарня, виросли дружбівські новобудови.
Першими розбудували сучасні вулиці Дружби, Мазепи. Далі на черзі була вулиця Миру. Потім почалося будівництво вулиці Карпенка.
У 1969 році педагогічний інститут перевели з Кременця у Тернопіль. Відтак, з початку 70-х почалася активна розбудова студентського містечка педуніверситету. Приблизно у той же час починається і розбудова студентського містечка Тернопільського національного економічного університету.
Післявоєнна розбудова масиву «Дружба» відбувалася не так вже й швидко як це здається. Так, до кінця 50-х років міст на греблі був дерев’яний. А від греблі і аж до Середньої церкви (Церква Різдва Христового, що на вул. Руській) тягнувся бульвар. Під час будівництва тролейбусної лінії бульвар ліквідували, так само і ліквідували дерев’яний міст на греблі, його замінили на сучасний (міст біля «Маяка»).
У грудні 1975 року в Тернополі запустили перший тролейбус. Втім, регулярні маршрути тролейбуси почали здійснювати у 1976 році. Перші тролейбусні маршрути з’єднували центральну частину міста із масивом «Дружба».
Пік розбудови мікрорайону «Дружба» припадає якраз на середину 1970-х років. У цей час активно зводили житлові багатоповерхівки, прокладали дороги, тролейбусні лінії тощо.
Наприкінці 70-х на місці болота і торфових розробок почали зводити гідропарку «Топільче». Першу чергу гідропарку відкрили тільки у 1983 році.
У роки незалежності «Дружба» активно розбудовується у західному та південному напрямках. Міська влада планує тут створити новий мікрорайон з розвиненою інфраструктурою.

## Вулиці, провулки та площі
- Іванни Блажкевич
- Ілярія Бриковича
- Степана Будного
- Гетьмана Івана Виговського
- Володимира Винниченка
- Волинська
- Грабовського
- Володимира Громницького
- Братів Ґжицьких
- Далека
- Михайла Драгоманова
- Дружби
- Загребельна
- Західна
- Миколи Карпенка
- Сергія Короля
- Максима Кривоноса
- Куток
- Володимира Лучаковського
- Львівська
- Гетьмана Івана Мазепи
- Миру
- Михалевича
- Надзбручанська
- Гетьмана Пилипа Орлика
- Майдан Перемоги
- Петриківська
- Південна
- Бульвар Просвіти
- Спадиста
- Степова
- Тбіліська
- Тісна
- Тролейбусна
- Цегельний
- Чумацька
- Юності
- Назарія Яремчука

Вигляд на вулиці Макаренка, Громницького, Лучаківського

У зв'язку з російсько-українською війною міськрадою Тернополя було прийнято рішення запропонувати перейменувати вулицю Макаренка на вулицю Іванни Блажкевич, вулицю Достоєвського на вулицю Ілярія Бриковича. 11 липня 2022 року - вулиці Макаренка і Достоєвського отримали нові назви, в назву вулиці Лучаківського внесено технічні зміни — назву змінено на вулицю Володимира Лучаковського. 13 грудня 2024 року вулицю Бережанську перейменовано на честь Героя України Сергія Короля, полеглого в російсько-українській війні.

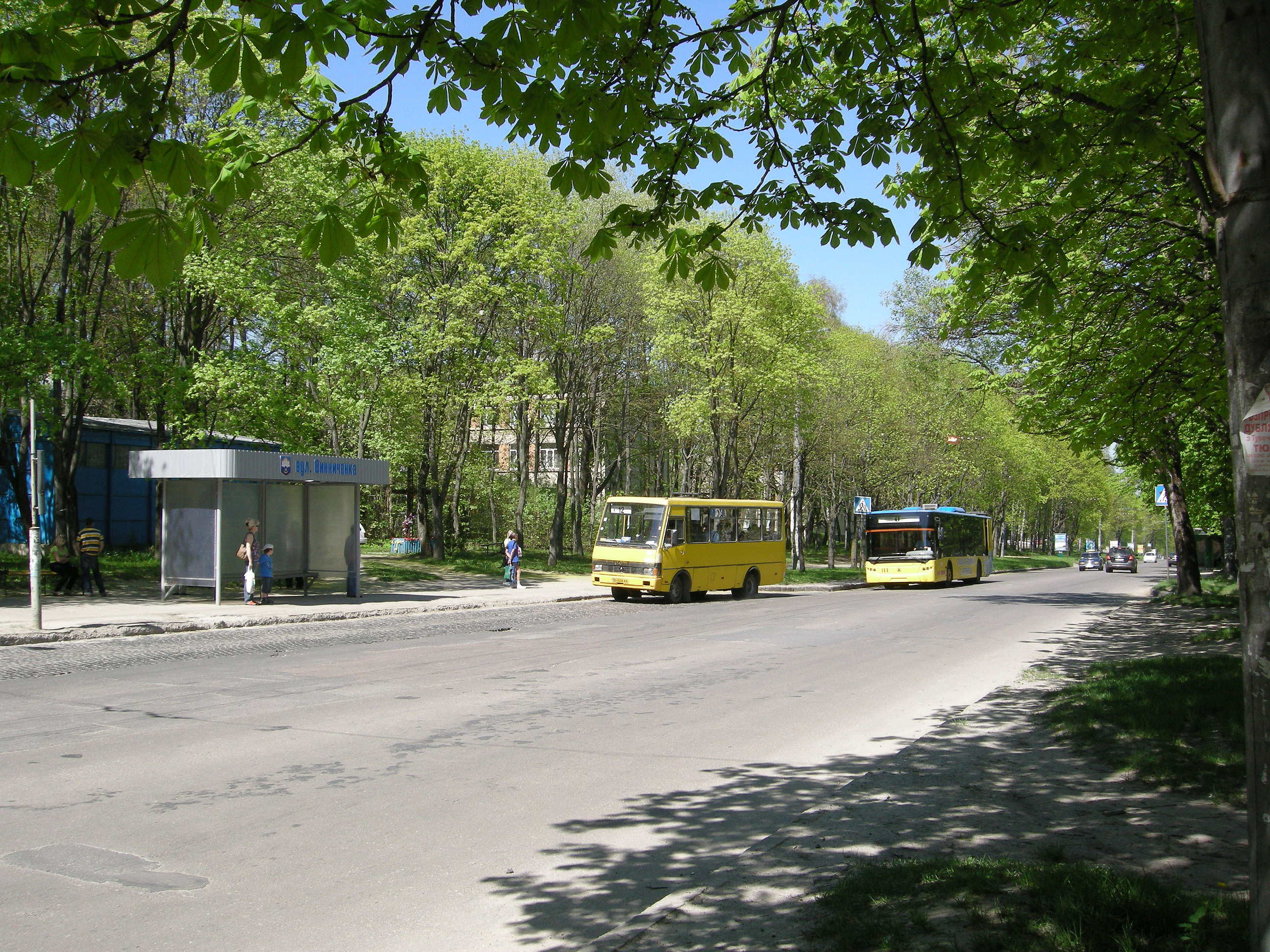
Вулиця Володимира Винниченка

## Транспорт
До мікрорайону курсують автобуси №1, 11, 12, 15, 16, 17, 19, 23, 25, 27, 29, 30, 31, 32, 33, 35, 40, 42, 49, 50, тролейбуси №2, 3, 5, 6, а також всі, що прямують в депо або на маршрут. В межах мікрорайону налічується понад 30 зупинок громадського транспорту. 

## Храми

### Греко-католицькі
- Храм Святих Володимира і Ольги
- Храм Всіх святих Українського народу
- Храм Святого Йосафата
- Храм Святого Миколая
- Храм святого Великомученика Пантелеймона Цілителя
- Храм перенесення мощів св. Миколая

### Православні
- Храм Всіх святих Землі української

### Інші
- Церква Християн Віри Євангельської «Світло для світу»

## Навчальні заклади
Виші:
- Західноукраїнський національний університет
- Тернопільський національний педагогічний університет імені Володимира Гнатюка
- Тернопільський комерційний інститут

Школи:
- Тернопільська школа-колегіум Патріарха Йосифа Сліпого
- Тернопільська спеціалізована школа № 7
- Тернопільська загальноосвітня школа-економічний ліцей № 9 імені Іванни Блажкевич
- Тернопільська загальноосвітня школа № 16 імені Володимира Левицького

## Відомі люди
- Мирослав Луцишин (1908—1943) — наймолодший вояк Першої світової війни, народився в селі Загребелля на вул. Болотній, 19.